# David Parker (lekkoatleta)
David Parker (ur. 28 lutego 1980) – brytyjski lekkoatleta specjalizujący się w rzucie oszczepem.
Największym sukcesem zawodnika było zdobycie złotego medalu podczas rozgrywanych w Annecy mistrzostw świata juniorów 1998. Uzyskał wówczas wynik 72,85 m. Rok później zdobył srebrny krążek mistrzostw Europy juniorów. Rekord życiowy: 78,33 m (24 marca 2001, Potchefstroom).